# Beetlejuice
Beetlejuice (alternativer deutscher Titel: Lottergeist Beetlejuice) ist eine US-amerikanische Horrorkomödie aus dem Jahr 1988. Ursprünglich geplant als Film mit übernatürlichem Sujet und deutlich morbidem Charakter unter dem Titel The Maitlands, änderte der Regisseur Tim Burton die Grundstimmung des Filmes nach der Verpflichtung des Hauptdarstellers Michael Keaton in eine schwarze Komödie. Ursprünglich war für die Rolle Sammy Davis jr. vorgesehen. Eine Fortsetzung des Films unter dem Titel Beetlejuice Beetlejuice kam am 6. September 2024 in die US-amerikanischen und anschließend am 12. September 2024 in die deutschen Kinos.

## Handlung
Das junge Ehepaar Barbara und Adam Maitland kommt bei einem Autounfall ums Leben. Als Geister kommen sie nicht ins Jenseits, sondern müssen erst 125 Jahre in ihrem Haus bleiben, das sie nicht verlassen können. Wenn sie das versuchen, gelangen sie nicht in den Außenbereich, sondern auf einen von Sandwürmern bewohnten Saturn-Mond. Die Mühlen der Bürokratie mahlen im Jenseits noch langsamer als im Diesseits, die Behörde für das „Nachleben“ ist überfüllt mit umherliegenden Akten und Papieren.
Die dreiköpfige Familie Deetz ziehen als neue Eigentümer in das Haus ein und richtet es nach ihrem Geschmack her. Lydia, die introvertierte und stets dunkle Röcke oder Kleider tragende Tochter der Familie, kann, ohne dies bisher zu wissen, Geister sehen. Sie entdeckt die beiden Hausgeister nach deren gescheiterten Versuch, der unbegabten Künstlerin Delia – Lydias Stiefmutter – Angst einzujagen, und freundet sich mit ihnen an.
Barbara und Adam wollen die Familie Deetz loswerden, da vor allem die selbsternannte aber völlig talentfreie Künstlerin Delia das Haus grauenvoll abstrakt einrichtet. Sie schaffen es aber nicht selbst, weil die Deetz dem Spuk mit Humor statt mit Angst begegnen, und rufen deshalb den Poltergeist und Bio-Exorzisten Betelgeuse (sprich: Beetlejuice), damit er ihr Haus von den Lebenden befreit. Dieser erscheint, wenn man seinen Namen dreimal ruft. Doch Betelgeuse’ Methoden stellen sich als sehr grausam heraus, er scheut sich nicht, seine Opfer durch Spuk sogar zu töten. So verzichten Barbara und Adam auf seine Hilfe und versuchen, die Eindringlinge während einer Party mit Delias Möchtegern-Agenten Bernard selbst aus dem Haus zu spuken. Dies misslingt gründlich, die Deetz erkennen zwar die Anwesenheit der Geister, wollen daraus aber nur Profit schlagen. Bei einer schiefgelaufenen Beschwörung durch Otho Fenlock, dem extrovertierten Einrichtungsberater von Delia Deetz, muss Lydia letztlich doch Betelgeuse zu Hilfe rufen, um die beiden Maitlands vor der Exorzierung zu bewahren. Dieser willigt in das Hilfegesuch aber erst ein, als Lydia einer Hochzeit zustimmt, die Betelgeuse aus dem Jenseits befreien würde.
Die Maitlands versuchen alles, um diese spontane Hochzeit zu verhindern und Betelgeuse ins Jenseits zurückzujagen, doch dies gelingt erst durch einen von Barbara gerittenen Sandwurm, der sich quer durch das Haus auf Betelgeuse stürzt.
Am Ende leben die Maitlands und die Familie Deetz einträchtig zusammen. Barbara und Adam haben die Elternrolle für Lydia übernommen.

## Zeichentrickserie
Von 1989 bis 1991 wurde auch eine gleichnamige Zeichentrickserie zum Film produziert, welche auf vier Staffeln mit insgesamt 94 Folgen kam und unter dem Namen Beetlejuice – Ein außergewöhnlicher Geist bekannt ist. Von den vier Staffeln wurden zunächst drei Staffeln von ABC und dann die vierte von FOX produziert.

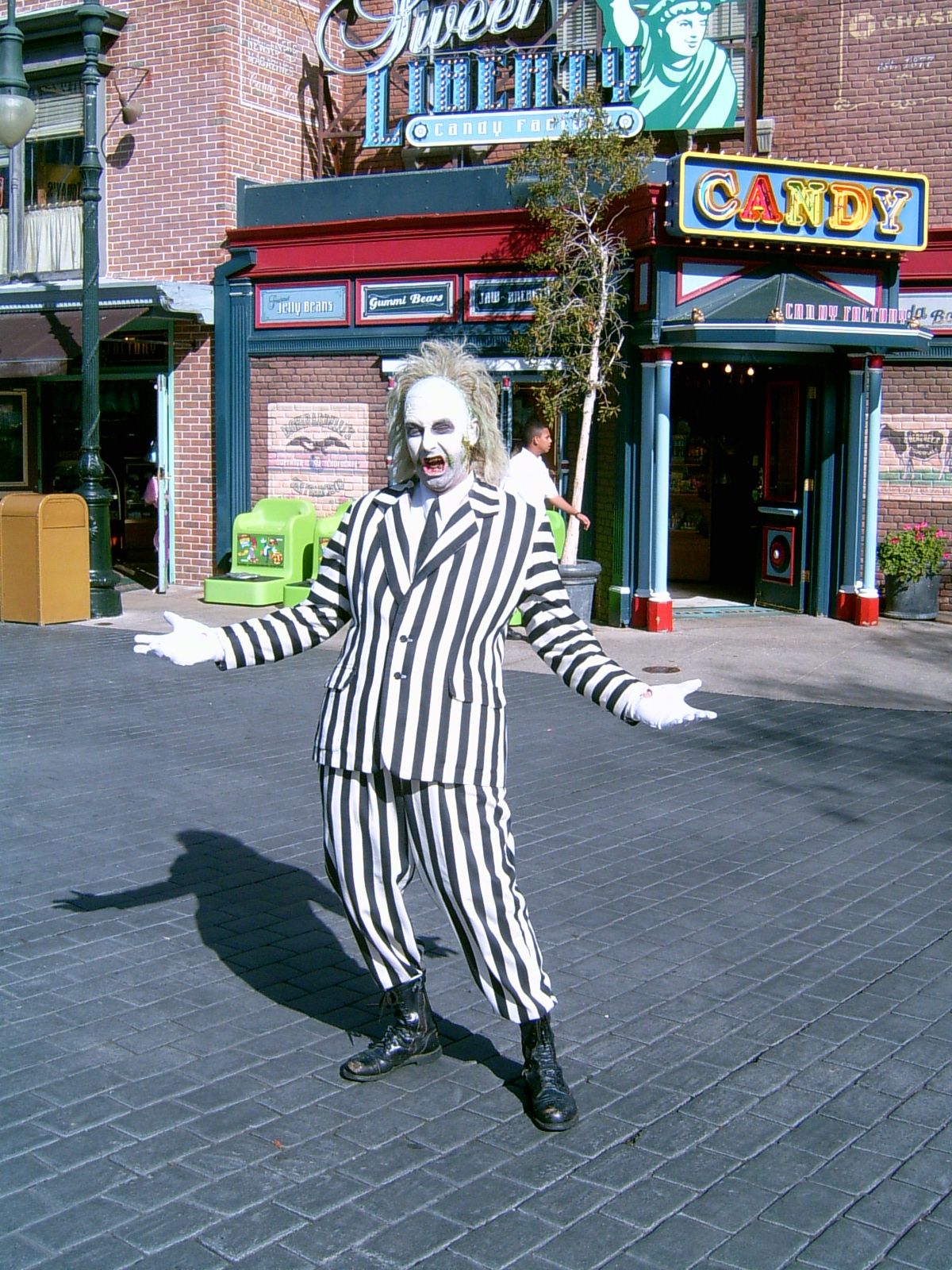
Beetlejuice-Darsteller in den Universal Studios Hollywood (2006)

## Sonstiges
- Beetlejuice (wörtlich: „Käfersaft“) ist ein Wortspiel mit „beet juice“ (Rote-Bete-Saft) und zugleich eine Verballhornung von Betelgeuse, dem englischen Namen des Sterns Beteigeuze.
- Der Beetlejuice-Hauptdarsteller Michael Keaton ist in „seinem“ Film bei 92 Minuten Lauflänge nur 17,5 Minuten tatsächlich zu sehen.
- Der Film war ursprünglich als düsterer Horrorfilm geplant, erst wegen Keaton wurde das Genre neu ausgerichtet. 95 Prozent seines Textes waren improvisiert. Dies macht die einzigartige Glaubhaftigkeit dieses „Geistes, der am meisten zu bieten hat“ aus.
- Aufgrund des vergleichsweise geringen Budgets von ca. 15 Millionen US-Dollar wurde auf altbewährte Spezialeffekte gesetzt. Die Sandwurmszenen und die Szene, in der sich die Maitlands die Gesichter verzerren, wurden per Stop-Motion gedreht. Für die Szene, in der Barbara das Pferd vor dem Spiegel bewegt, um zu zeigen, dass sie kein Spiegelbild mehr hat, wurden Spiegel verwendet und ein zweites Pferd hinter dem durchsichtigen Spiegel bewegt.
- Der Sandwurm war nach Tim Burtons Aussage eine Anspielung auf David Lynchs Der Wüstenplanet aus dem Jahr 1984.
- Tim Burton bekam nach dem Erfolg von Beetlejuice die Regiearbeit für den Film Batman angeboten, die er sofort annahm und dabei Michael Keaton als Hauptdarsteller einsetzte und wiederum Danny Elfman die Musik schreiben ließ.
- In der Szene, in der das Ehepaar Barbara und Adam Maitland den Lottergeist Betelgeuse beschwört und dieser seinem Grab entsteigt, stellt sich Betelgeuse mit dem Satz vor: „Zunächst einmal habe ich Theologie studiert und war auf der Harvard Business School. Ich bin weit gereist und habe die Pest mitgebracht und habe ungefähr 167 Mal den Film Der Exorzist gesehen. Und jedes Mal, wenn ich den Streifen sehe, wird der Film komischer für mich.“ Ferner erwähnt Betelgeuse während der Filmhandlung die Personen Edgar Allan Poe und Rudolph Valentino. In einer anderen Szene singt die Stiefmutter Delia Deetz mit einer Tischgesellschaft den Banana Boat Song von Harry Belafonte. In dieser Runde erzählt Otho Fenlock zudem, früher Mitglied des Theater-Ensembles The Living Theatre gewesen zu sein.

## Ursprüngliche Filmversion
Das Original-Drehbuch von Michael McDowell unterscheidet sich in vielen Aspekten von dem überarbeiteten Drehbuch. Geplant war der Film als ein düsterer Horrorfilm, der mehr brutale Szenen beinhalten sollte. Die Szene, in der die Maitlands einen Autounfall haben, wird im Original-Drehbuch umfangreicher beschrieben: Barbara bricht sich den Arm, das Paar ruft nach Hilfe, und schließlich ertrinken sie.
Die Figur des Beetlejuice unterscheidet sich ebenfalls von der der Filmversion. Ursprünglich sollte die Figur als böser Dämon mit Flügeln angelegt werden, die sehr viel Unheil anrichtet, nicht bezwungen werden und verschiedene Gestalten annehmen kann. In der ursprünglichen Version wollte Betelgeuse Lydia vergewaltigen statt sie zu heiraten. Betelgeuse wird jedoch bezwungen und landet am Ende des Films im Warteraum für tote Menschen.

## Auszeichnungen
- 1989: Oscar für das beste Makeup
- 1989: BMI Film & TV Awards für die Filmmusik von Danny Elfman
- 1989: National Society of Film Critics Award für Michael Keaton als bester Schauspieler
- 1989: Young Artist Awards als Best Family Animation or Fantasy Motion Picture
- 1990: Saturn Awards als bester Horrorfilm, für das beste Makeup und für die beste Nebendarstellerin (Sylvia Sidney)

## Synchronisation
| Figur            | Schauspieler     | Synchronsprecher      |
| ---------------- | ---------------- | --------------------- |
| Betelgeuse       | Michael Keaton   | Ulrich Gressieker     |
| Adam Maitland    | Alec Baldwin     | Pierre Peters-Arnolds |
| Barbara Maitland | Geena Davis      | Ulrike Möckel         |
| Lydia Deetz      | Winona Ryder     | Janina Richter        |
| Charles Deetz    | Jeffrey Jones    | Knut Reschke          |
| Delia Deetz      | Catherine O’Hara | Evelyn Gressmann      |
| Otho             | Glenn Shadix     | Georg Tryphon         |
| Juno             | Sylvia Sydney    | Sigrid Lagemann       |

## Fortsetzung
Regisseur Tim Burton war während der Planung der Fortsetzung im Gespräch mit Drehbuchautor Seth Grahame-Smith, der schon in Dark Shadows für Burton als Drehbuchautor arbeitete. Betelgeuse-Darsteller Michael Keaton „würde gerne ein weiteres Mal den Lottergeist spielen“, bestand jedoch „auf der Anwesenheit von Tim Burton“ am Filmprojekt. Im März 2022 wurde bekannt, dass Brad Pitts Firma Plan B die Produktion übernehmen würde. Michael Keaton und Jenna Ortega waren ab Kinostart am 6. September 2024 in den Hauptrollen zu sehen.

## Kritiken
„Anstelle von aufwändigen Computereffekten setzt Burton auf schon zur Entstehungszeit antiquiert wirkende (aber herrlich verschrobene) Stop-Motion-Tricks und die Villa samt Umgebung erinnert mehr an eine Modelleisenbahn als an ein der Realität verpflichtetes Set. Bereits in der ersten Einstellung legt Tim Burton diesen Look fest: Eine Vogelperspektive auf eine Kleinstadt entpuppt sich als Miniaturmodell – und der Zuschauer hat sie unwillkürlich betreten, die eigenwillig konstruierte, aber dennoch kommerziell erfolgreiche Kino-Realität von Tim Burton.“

„Das Besondere an dem Film Beetlejuice ist, dass er einen bizarren und dabei perfekt inszenierten Blick auf die Welt wirft.“

„[…] einer der besten und lustigsten Geisterfilme aller Zeiten.“

„Handwerklich solide inszeniertes Horror-Grusical, das trotz einiger gelungener Ansätze Charme und parodistischen Schwung weitgehend vermissen läßt.“

„[…] furiose Komödie, gespickt mit anarchischem Slapstick und gewitzten Special-effects.“